# Patio andaluz

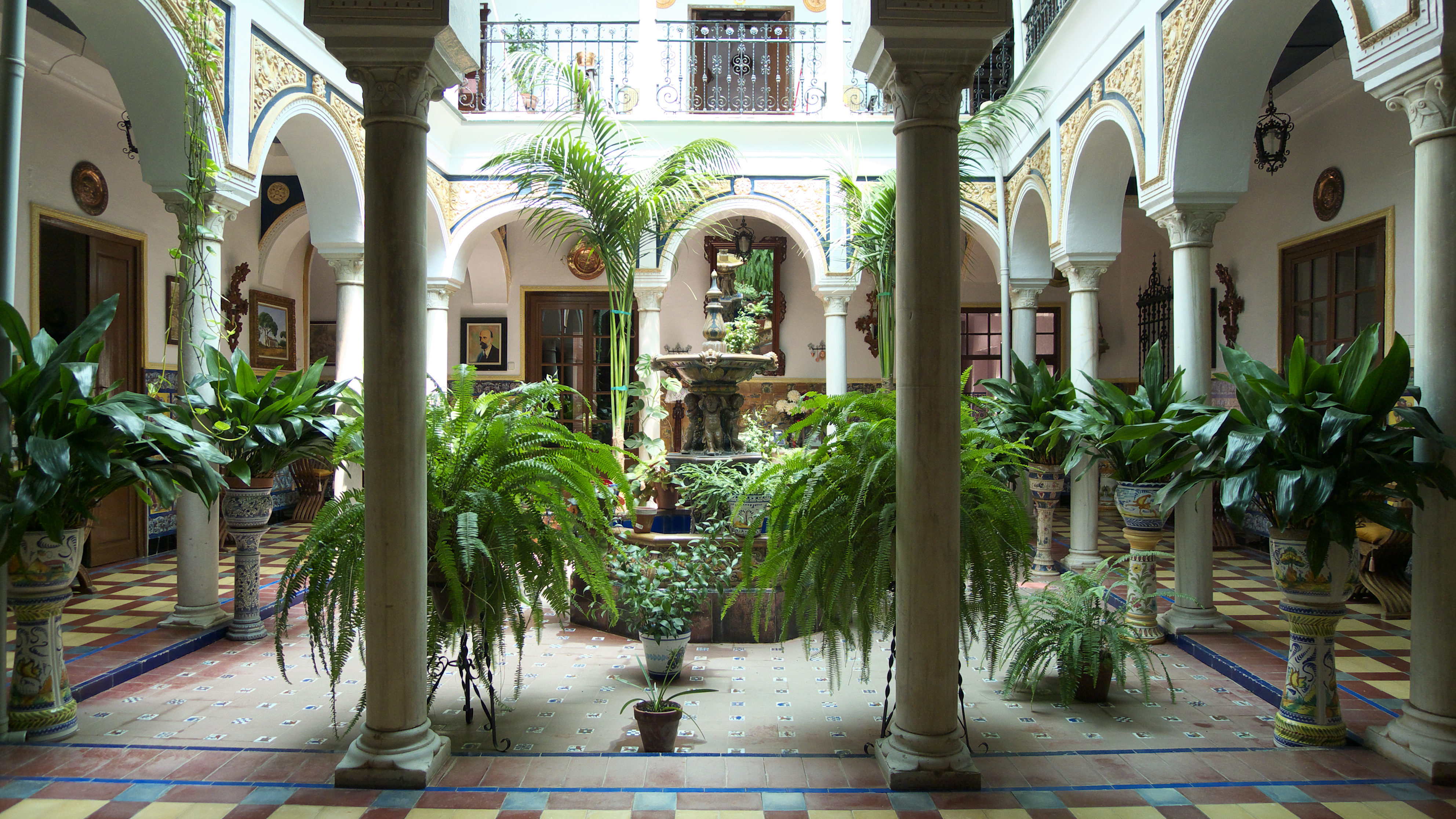
Patio de una vivienda particular en Moguer (Huelva).

El patio andaluz puede considerarse un ejemplo más de espacio común en la arquitectura popular de toda la cuenca del Mediterráneo. En Andalucía, la fusión arquitectónica del mundo romano y musulmán ha generado a través de los siglos una cultura particular de los patios que en muchas localidades se manifiesta cada primavera con fiestas y concursos para incentivar su cuidado y decoración. Son especialmente celebrados el concurso de patios en Córdoba, y las fiestas de la Cruz de Mayo en todo el territorio andaluz.
En estos patios se utilizan todo tipo de decoración, pero lo más significativo son las plantas que se colocan alrededor de este y por todas sus paredes, creando un entorno que evoque al jardín idílico. El inicio de la colocación de todo este número de plantas se debía a un carácter religioso, de hacer ofrendas a los dioses o de homenaje a los fallecidos. Cada persona elegía la planta que para él representaba la ofrenda y la colocaba en un lugar del patio. De esta manera se fue creando un enjambre de preciosas flores y plantas que adornaban el patio. También, estas, se colocaban para tapar los desperfectos que con el tiempo se iban produciendo en las paredes o zonas del patio, así se fueron cubriendo todos los huecos libres en las paredes. Para ellos el arte de paisaje era el arte de engañar al ojo, trasladar la naturaleza al interior de las casas y hacer que el habitante se evadiese de la vida en las ciudades envolviéndolos en un entorno de paz y tranquilidad.

## Modelos históricos

### El modelo romano
Las casas de la Hispania romana, siguiendo el modelo tradicional, se desarrollaron en torno a un gran patio interior, el «atrium», si bien en las haciendas agrícolas podían tener varios patios. La evolución de ese modelo, que en Andalucía dispone de abundantes ejemplos arqueológicos, ha dejado en el patio popular andaluz algunas señas de identidad: las galerías porticadas, el pozo y las fuentes, y sobre todo el sentido útil en la disposición de los espacios de la vivienda.

### El modelo musulmán
Como representación del Jardín del Paraíso, el patio andaluz tiene parte de su origen en Oriente, Persia o Arabia, donde es tradicional adornar las casas con plantas, flores aromáticas, fuentes, acequias, pozos y charcas. El modelo musulmán se desarrolló en al-Ándalus a partir del siglo X, conservándose en muchos aspectos su esencia tradicional.
Para el escritor José María Sánchez Galera:

Los patios andaluces son una asombrosa muestra de "arquitectura sostenible" basada en el impluvium y el peristylum romanos, y mejorados con el paso de los siglos, incluyendo el periodo hispano-musulmán.

Ejemplo monumental de los distintos tipos de patio arquitectónico en el ámbito andaluz pueden encontrarse multiplicados en el barrio del Albaicín y el conjunto de la Alhambra, en Granada, el Real Alcázar de Sevilla y el conjunto monumental de la ciudad de Córdoba. En Córdoba puede visitarse la Casa Museo el museo del papelque data del siglo XII, y que contieneArchivado el 9 de julio de 2017 en Wayback Machine. y una colección de monedas de la época. 

## En la literatura
"Mi infancia son recuerdos de un patio de Sevilla...

Así, con este verso alejandrino, inicia don Antonio Machado su propio "Retrato", abriendo a su vez con él su libro de poemas Campos de Castilla. La magia del genio poético consigue sintetizar en catorce sílabas la esencia de un patio andaluz: el espacio suficiente, casi único, de un niño andaluz. 

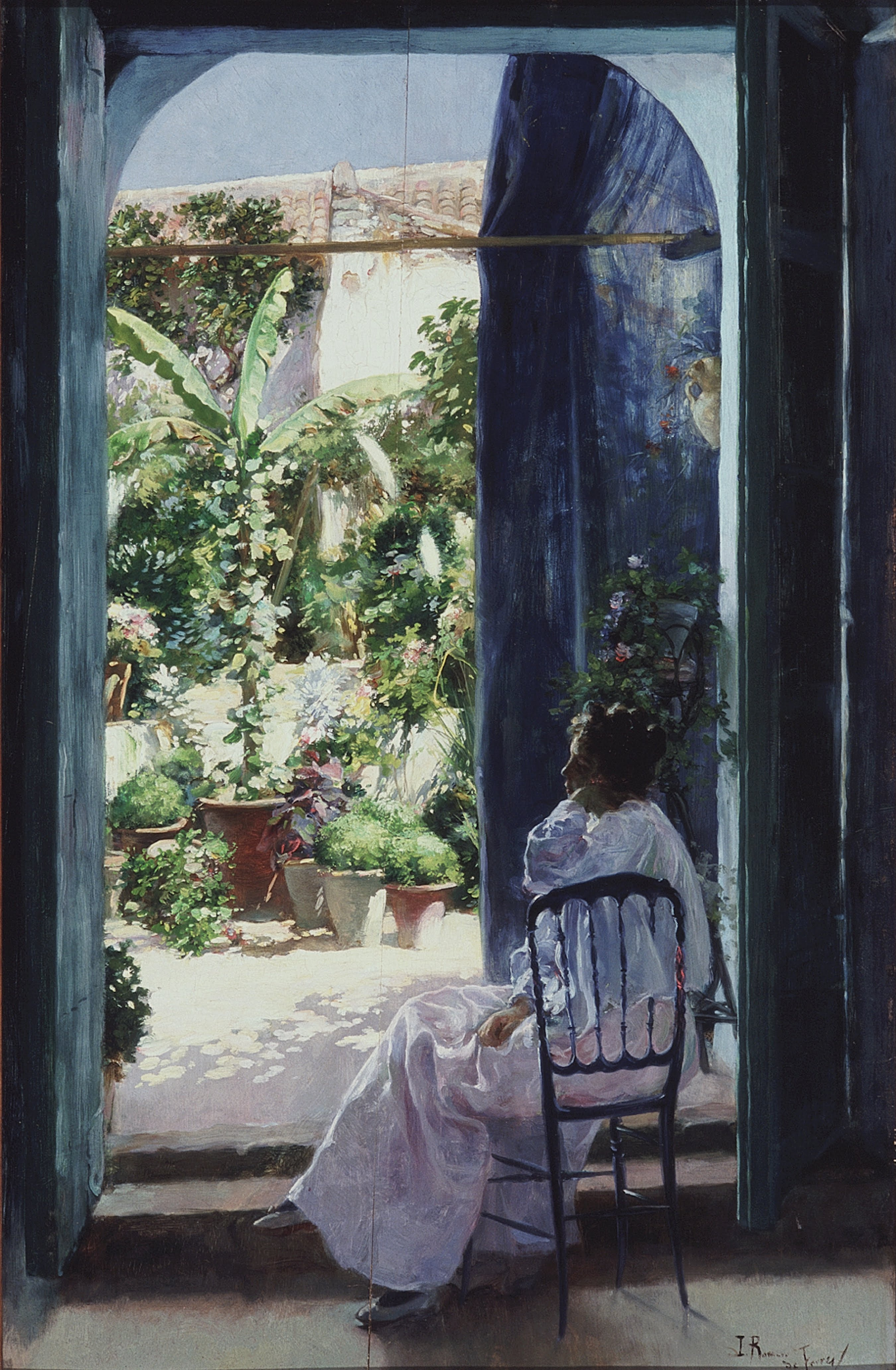
Un patio andaluz, de Julio Romero de Torres.

## En la pintura
Por su parte, Julio Romero de Torres, el taciturno pintor simbolista cordobés, sintetizó con unas pinceladas la esencia del ser y estar del patio andaluz en este cuadro titulado Un patio andaluz. También conocido como Un patio andaluz, pintado hacia 1900 y que se conserva en el Museo de Bellas Artes de Córdoba (España).

## Galería de patios andaluces

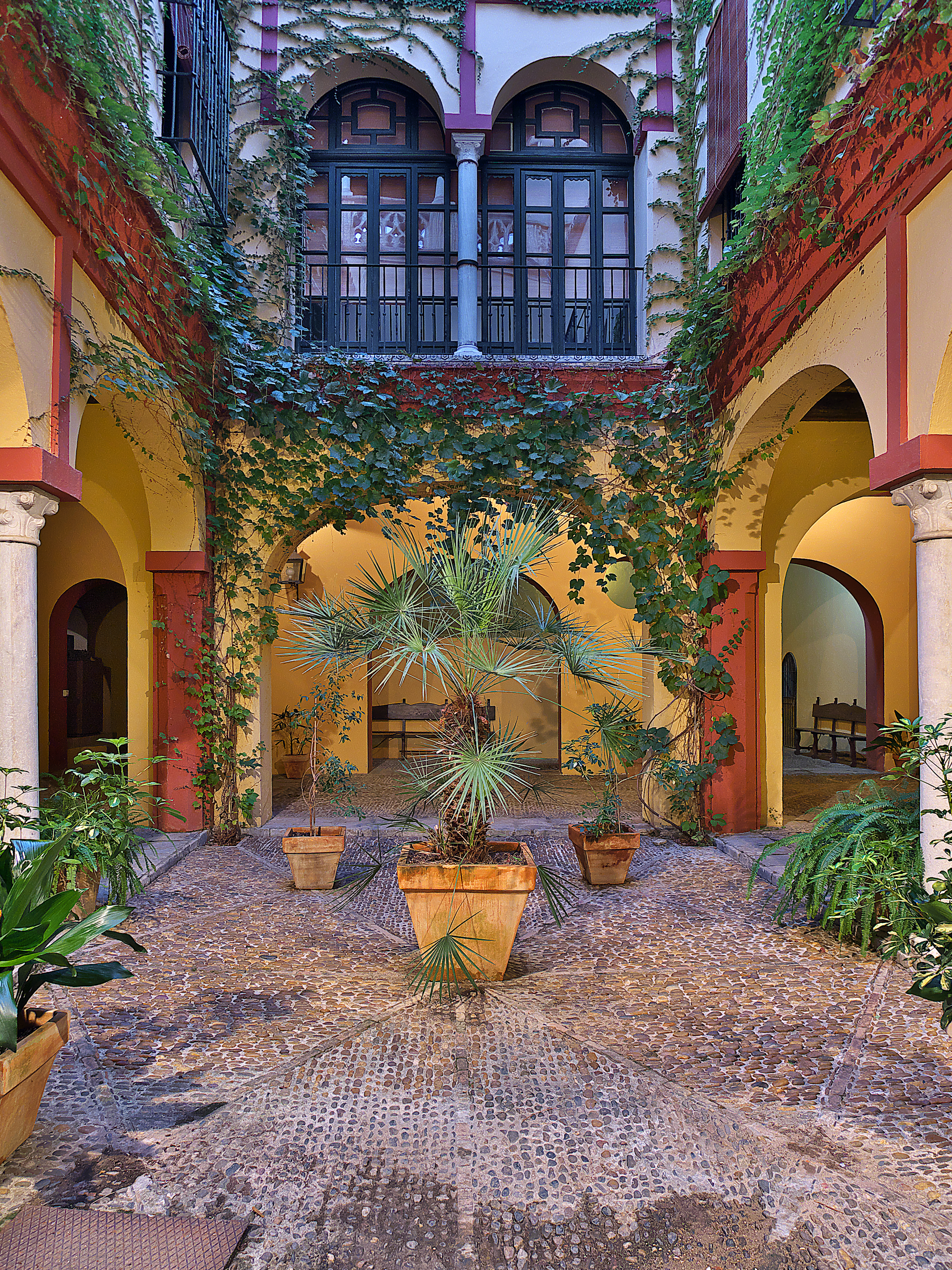
Patio del zaguán de la Casa de los Pinelo (Sevilla).
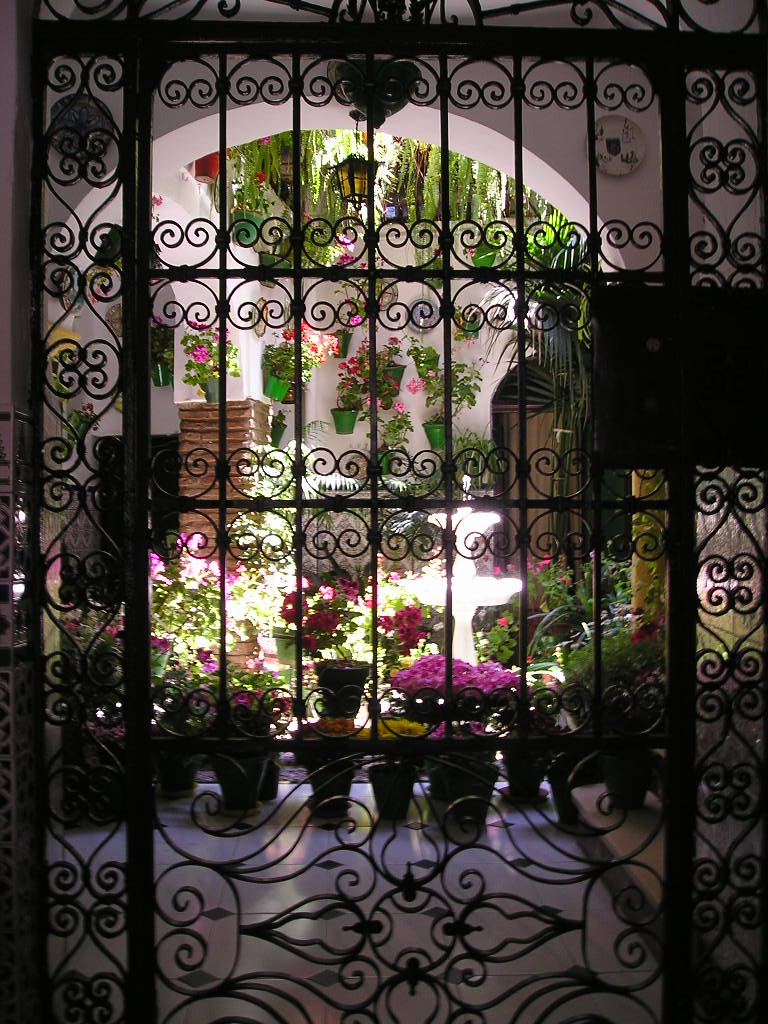
Al fondo, las luces de un patio cordobés visto desde la puerta que da a la calle.
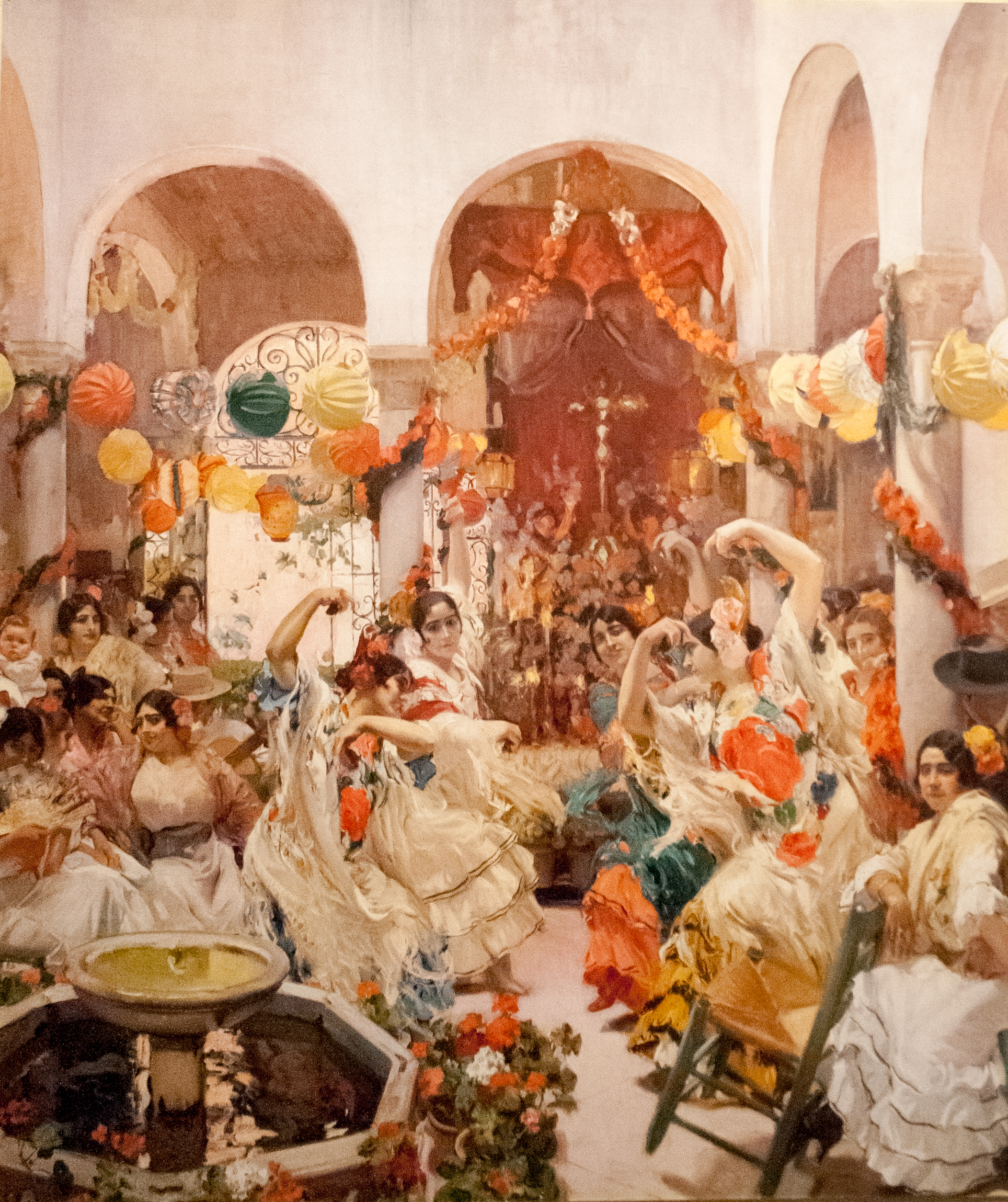
El baile o La Cruz de mayo en Sevilla (1915). Museo Sorolla (Madrid).
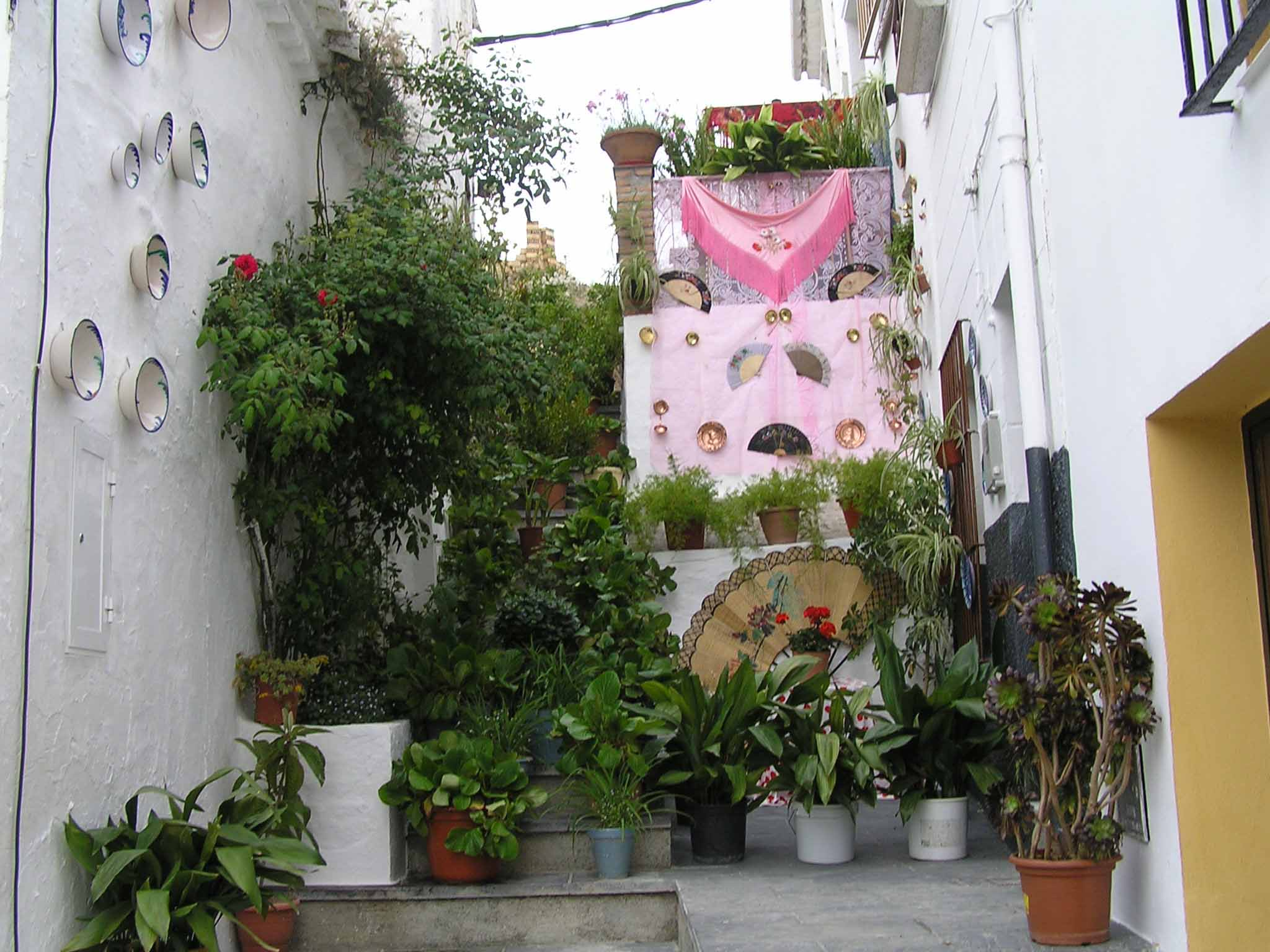
Patio de Alcalá la Real (Jaén).
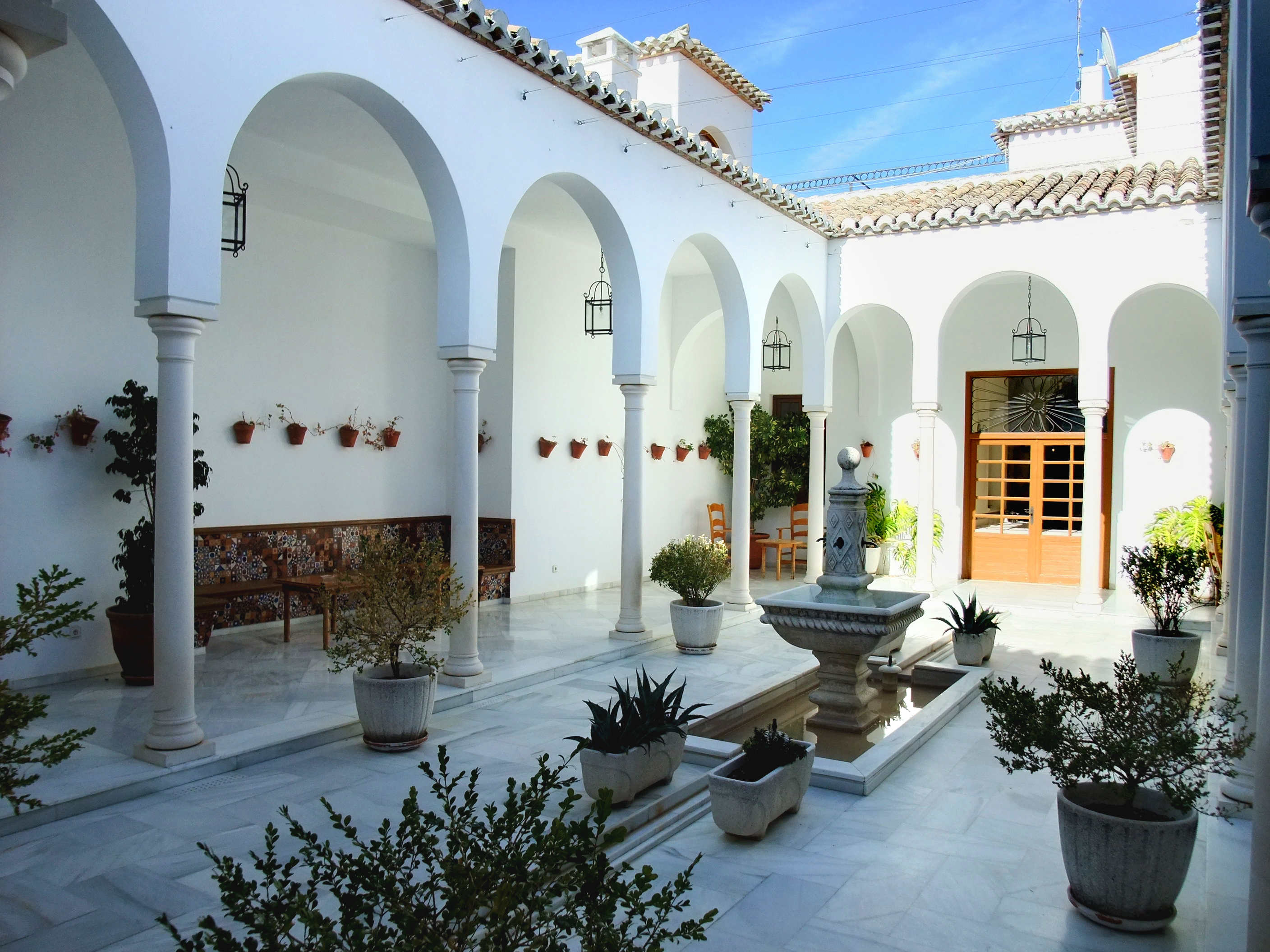
Patio reformado, en Zagrilla (Córdoba, España)

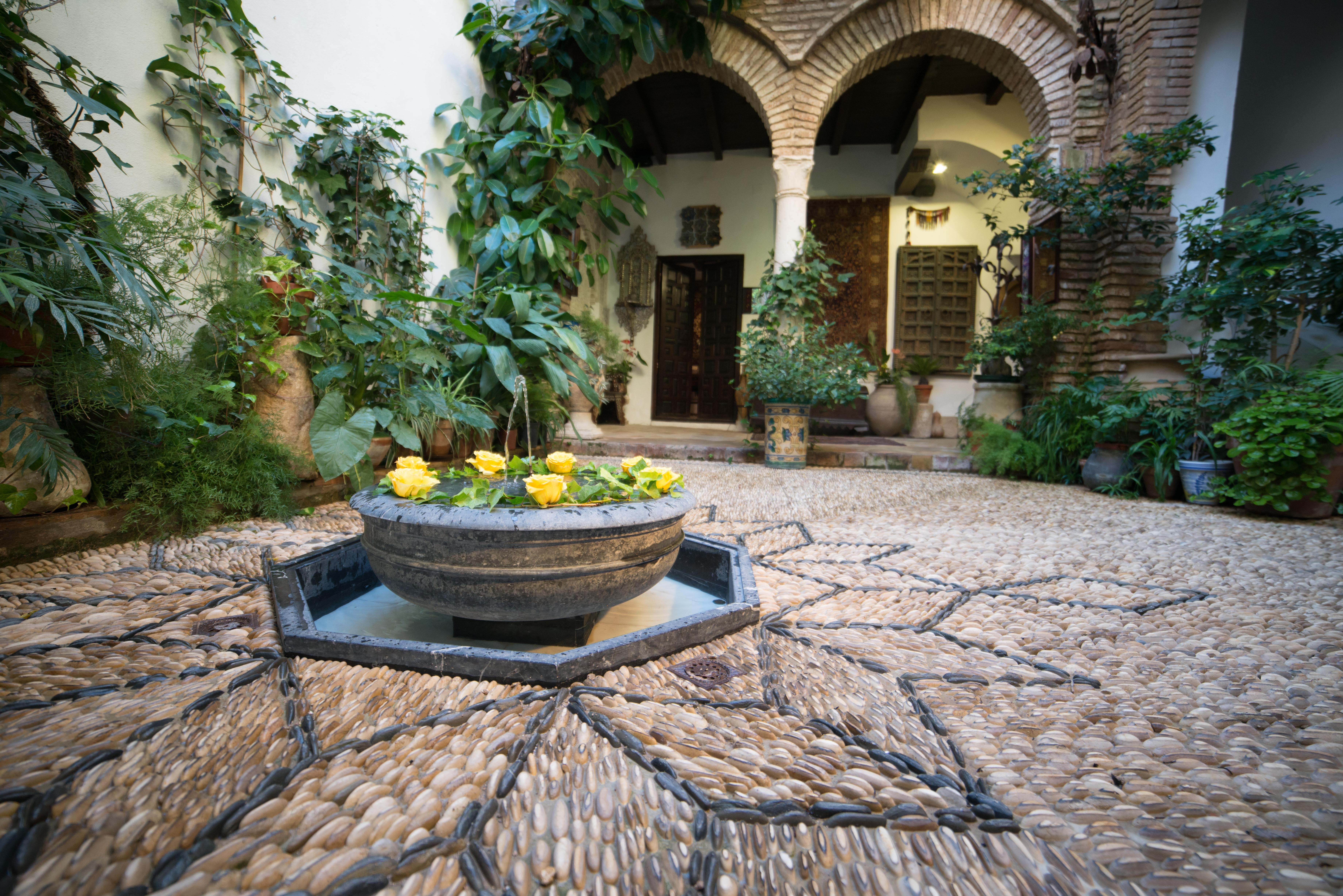
Patio Andaluz en la Casa Museo Andalusí en Córdoba